# Vila Kaufmann (casa de pe cascadă)

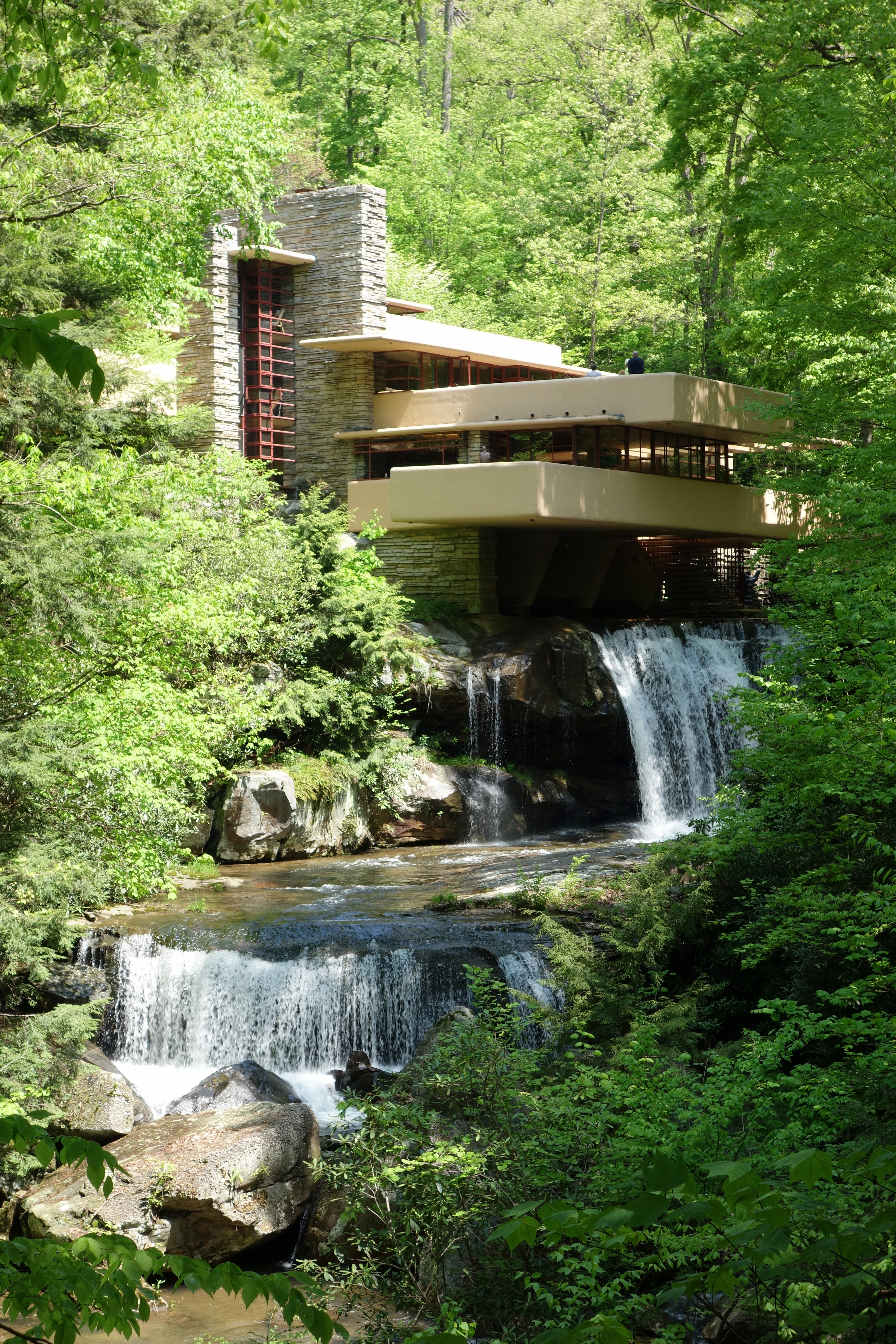
Vila Kaufmann

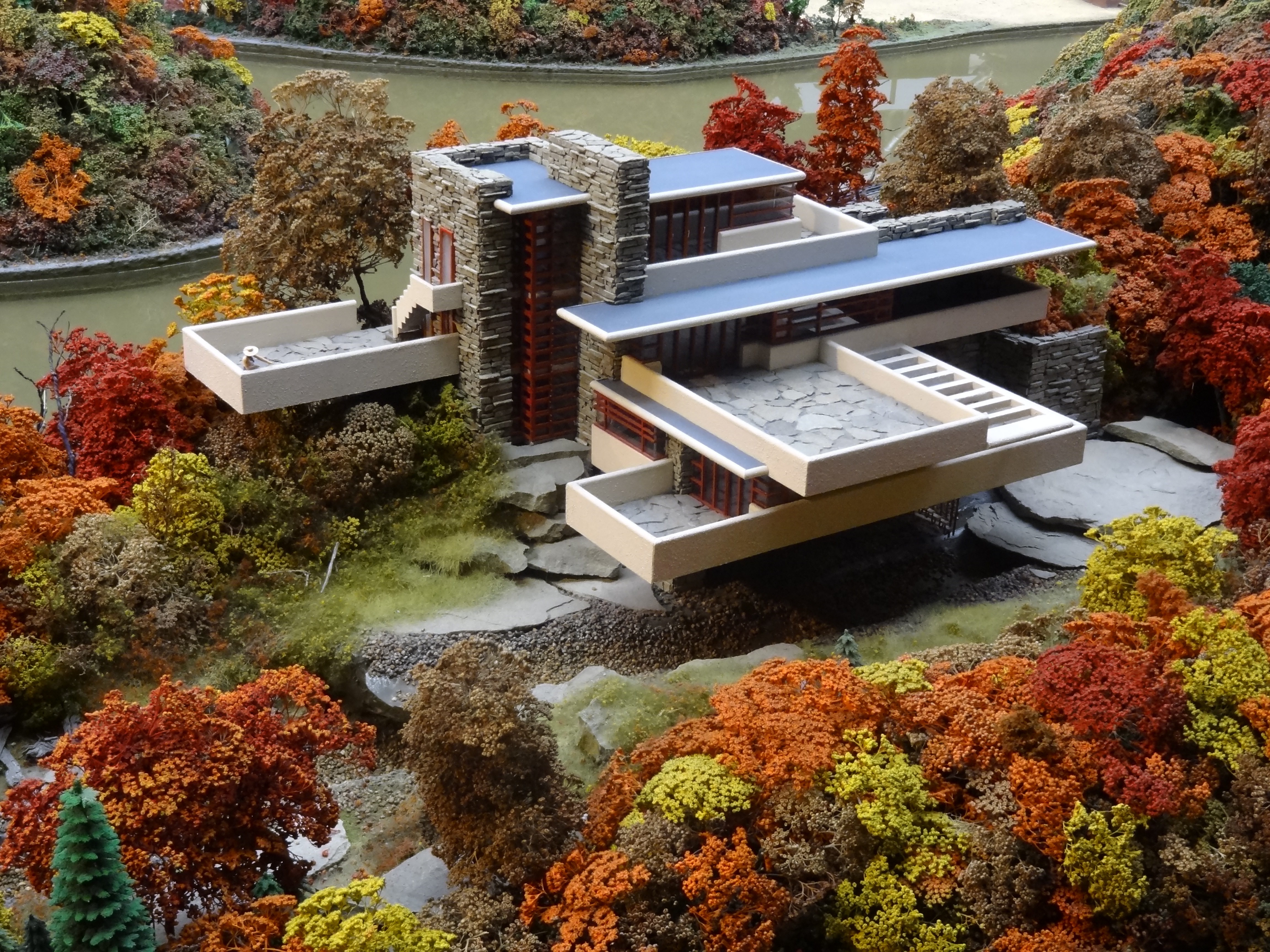
Macheta vilei Kaufmann

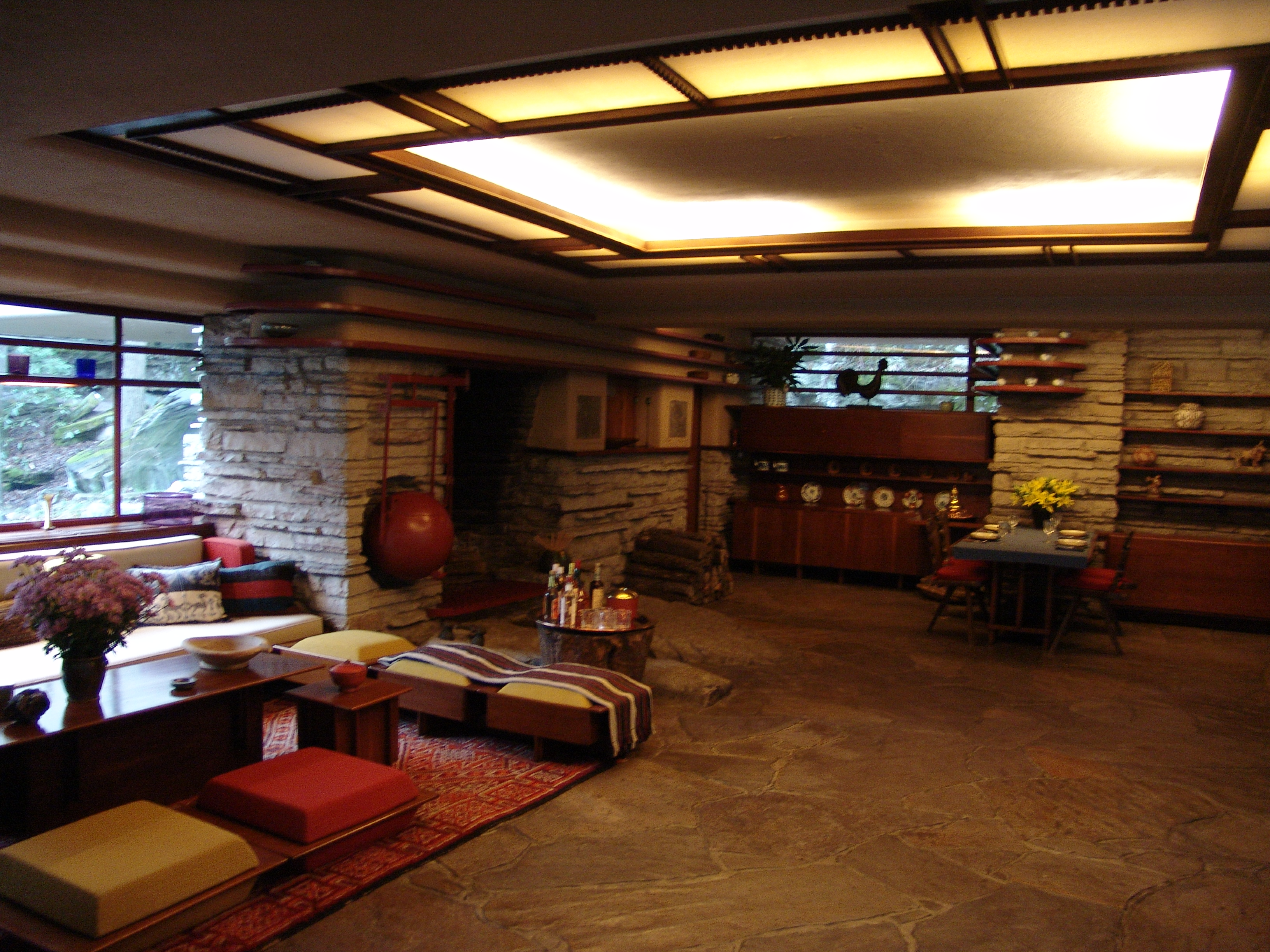
Vila Kaufmann în interior

Vila Kaufmann sau Fallingwater (Casa de pe cascadă) este o locuință proiectată de arhitectul Frank Lloyd Wright, construită la Mill Run în Pennsylvania (SUA).
Clădirea este considerată o capodoperă a arhitecturii organice.